# 学校法人大阪国際学園
学校法人大阪国際学園（おおさかこくさいがくえん）は、大阪府守口市藤田町に本部を置く学校法人。理事長は奥田吾朗（4代目）。旧学校法人帝国学園。

## 大阪国際学園が設置する学校園
2024年（令和6年）4月1日現在
- 大阪国際大学
- 大阪国際大学短期大学部
- 大阪国際中学校・高等学校
  - 男女別学（女子校）の大阪国際滝井高等学校と男女共学の大阪国際大和田中学校・高等学校の発展的統合により、2022年（令和4年）に開設された。実質的には大和田校の新築移転・改称であり、開校以来一貫して女子校だった滝井校は2024年（令和6年）3月末をもって閉校となった。
- 幼保連携型認定こども園大阪国際大和田幼稚園

## 大阪国際学園の沿革
- 1929年（昭和4年）帝国女子薬学専門学校の姉妹校として帝国高等女学校を設立
- 1938年（昭和13年）帝国高等女学校設立者を財団法人帝国学園とする
- 1947年（昭和22年）学制改革により帝国学園中学校開設
- 1948年（昭和23年）学制改革により帝国高等女学校は帝国女子高等学校となる
- 1951年（昭和26年）財団法人帝国学園を学校法人帝国学園に改組
- 1952年（昭和27年）帝国学園附属幼稚園開設
- 1960年（昭和35年）大和田校地を取得
- 1962年（昭和37年）帝国女子短期大学を開設、帝国学園中学校（大和田校）を開校、帝国女子高等学校（大和田校）を開校
- 1965年（昭和40年）帝国女子大学を開設、帝国学園附属大和田幼稚園開設
- 1974年（昭和49年）帝国学園中学校を休校
- 1977年（昭和52年）帝国女子大学附属幼稚園開設
- 1978年（昭和53年）帝国女子高等学校（大和田校）を帝国女子大学大和田高等学校として独立
- 1985年（昭和60年）帝国学園中学校を帝国女子大学大和田中学校に名称変更し、再開
- 1988年（昭和63年）大阪国際大学を枚方校地に開設
- 1992年（平成4年）帝国女子大学、帝国女子短期大学、帝国女子高等学校、帝国女子大学大和田中学校・高等学校、帝国学園附属幼稚園、帝国学園附属大和田幼稚園、帝国女子大学附属幼稚園を大阪国際女子大学、大阪国際女子短期大学、大阪国際滝井高等学校、大阪国際大和田中学校・高等学校、大阪国際滝井幼稚園、大阪国際大和田幼稚園、大阪国際枚方幼稚園に校名変更
- 1993年（平成5年）大阪国際大学に大学院を開設、学校法人大阪国際学園に法人名称変更、大阪国際枚方幼稚園を廃止
- 1996年（平成8年）大阪国際滝井幼稚園を廃止
- 2002年（平成14年）大阪国際女子大学募集停止、大阪国際女子短期大学を大阪国際大学短期大学部に名称変更、大阪国際大和田中学校・高等学校を男女共学化
- 2008年（平成20年）大阪国際女子大学を廃止
- 2015年（平成27年）大阪国際大和田幼稚園を幼保連携型認定こども園大阪国際大和田幼稚園に移行、松下町校地を取得
- 2016年（平成28年）大阪国際大学の全学部・学科を大和田校地に集約（枚方校地を閉鎖）
- 2022年（令和4年） 大阪国際滝井高等学校と大阪国際大和田中学校・高等学校を発展的に統合し、松下町校地に大阪国際中学校・高等学校を開設
- 2024年（令和6年） 大阪国際滝井高等学校を閉校